# Sudamericano de Rugby 1987
El Sudamericano de Rugby de 1987 fue un cuadrangular de selecciones de rugby jugado a 3 rondas. Por 4ª vez en la historia de la competición se celebraba en Chile y la cancha del Stade Francais de Santiago recibió los 6 partidos. 

## Equipos participantes
- Selección de rugby de Argentina (Los Pumas)
- Selección de rugby de Chile (Los Cóndores)
- Selección de rugby de Paraguay (Los Yacarés)
- Selección de rugby de Uruguay (Los Teros)

## Posiciones
| Pos. | Equipo    | Encuentros | Encuentros | Encuentros | Encuentros | Tantos  | Tantos    | Tantos     | Puntos |
| Pos. | Equipo    | jugados    | ganados    | empatados  | perdidos   | a favor | en contra | diferencia | Puntos |
| ---- | --------- | ---------- | ---------- | ---------- | ---------- | ------- | --------- | ---------- | ------ |
| 1    | Argentina | 3          | 3          | 0          | 0          | 150     | 34        | + 116      | 6      |
| 2    | Uruguay   | 3          | 2          | 0          | 1          | 74      | 72        | + 2        | 4      |
| 3    | Chile     | 3          | 1          | 0          | 2          | 56      | 96        | - 40       | 2      |
| 4    | Paraguay  | 3          | 0          | 0          | 3          | 32      | 110       | - 78       | 0      |

Nota: Se otorgan 2 puntos al equipo que gane un partido, 1 al que empate, 0 al que pierda

## Resultados[1]

### Primera Fecha
| 27 de septiembre | Chile | 28 - 16 | Paraguay | cancha del Stade Francais, Santiago, Chile |  |

| 27 de septiembre | Argentina | 41 - 21 | Uruguay | cancha del Stade Francais, Santiago, Chile |  |

### Segunda Fecha
| 30 de septiembre | Argentina | 62 - 4 | Paraguay | cancha del Stade Francais, Santiago, Chile |  |

| 30 de septiembre | Chile | 19 - 33 | Uruguay | cancha del Stade Francais, Santiago, Chile |  |

### Tercera Fecha
| 3 de octubre | Paraguay | 12 - 20 | Uruguay | cancha del Stade Francais, Santiago, Chile |  |

| 3 de octubre | Chile | 9 - 47 | Argentina | cancha del Stade Francais, Santiago, Chile |  |

| Bandera de Argentina |
| Campeón Argentina    |
| Décimo cuarto título |